# Gérard Fuchs
Gérard R.P. Fuchs (ur. 19 maja 1940 w Longjumeau) – francuski polityk, urzędnik i ekonomista, parlamentarzysta krajowy, w latach 1981–1984 i 1989–1994 poseł do Parlamentu Europejskiego I i III kadencji.

## Życiorys
W 1961 przez rok odbywał służbę wojskową w Algierii jako karę za wykroczenie. Ukończył studia inżynierskie, broniąc pracy na temat fizyki teoretycznej, następnie uzyskał doktorat. Prowadził badania z zakresu ekonomii i fizyki jako dyrektor w Centre national de la recherche scientifique.  W 1968 wstąpił do centrali związkowej CFDT (Confédération française démocratique du travail), działał także w parapolitycznej organizacji Objectif socialiste. Opublikował kilka książek poświęconych polityce i imigracji, m.in. Ils resteront. Le défi de l'immigration (1987) i Dépasser le capitalisme (2007).
W 1974 związał się z Partią Socjalistyczną. Od 1988 do 1995 był jej sekretarzem narodowym, należał także do jej komitetu sterującego i biura wykonawczego, a także z ramienia premiera odpowiedzialnym za projekt dotyczący Europy. Sprawował funkcję zastępcy mera Le Blanc-Mesnil. W 1979 kandydował do Parlamentu Europejskiego, mandat uzyskał 1981 w miejsce Maurice Faure'a. Ponownie w tym gremium zasiadał w latach 1989–1994. W obydwu kadencjach przystąpił do grupy socjalistów. Należał m.in. do Komisji ds. Gospodarczych oraz Komisji ds. Instytucjonalnych, był też wiceprzewodniczącym Komisji ds. Gospodarczych i Walutowych oraz Polityki Przemysłowej (1989–1994). W latach 1986–1988 i 1997–2002 zasiadał w Zgromadzeniu Narodowym VIII i XI kadencji, a od 1984 do 1986 kierował krajowym biurem imigracji. Później związał się z Fundacją Jeana Jaurès, był w niej dyrektorem ds. Azji i ds. międzynarodowych (2006–2015).
Odznaczony m.in. Orderem Narodowym Zasługi i Krzyżem Waleczności Wojskowej.